# К-530
К-530 (заводской номер — 228) — советский ракетный подводный крейсер стратегического назначения, корабль проекта 667Б «Мурена».

## История
Зачисление подводной лодки К-450 проекта 667Б «Мурена» в списки кораблей ВМФ произошло 11 марта 1975 года. Заложена на стапеле цеха ССЗ им. Ленинского комсомола в г. Комсомольск-на-Амуре как крейсерская АПЛ с баллистическими ракетами.
23 июля 1977 года спущена на воду, спустя 2 дня переклассифицирована в ракетный подводный крейсер.
17 февраля 1978 года вошла в состав Тихоокеанского флота, зачислена в 21-ю дивизию подводных лодок.
В 1981 году перешла на место нового базирования — в бухту Крашенинникова, вошла в состав 25-й дивизии подводных лодок.
Выведена из состава флота в 1999 году. Утилизирована в 2001 году, в период с 10 февраля по 21 декабря.